# Yves Noé
Pour les articles homonymes, voir Noé.

a Compétitions nationales et continentales officielles uniquement.

Yves Noé, né le 18 décembre 1921 à Agde (Hérault) et mort le 20 juin 2002 à Toulouse (inhumé à Roquefort-des-Corbières), est un ancien joueur de rugby à XIII à Carcassonne et surtout de rugby à XV au Stade toulousain, évoluant au poste de numéro 8.
Il est champion de France en 1947. Il quitte rapidement le Stade en août 1950 avant de revenir à Toulouse une fois sa carrière de joueur terminée. Il est dirigeant; dans le civil, il est commercial pour la société Ricard.
Il est élu en 1973 à la tête de la section rugby, les résultats décevants le font quitter cette présidence à la fin de la saison.
Il a également des fonctions importantes de dirigeant au sein de la Fédération française de rugby. Il en est vice-président honoraire. Il est directeur de tournée de l'équipe de France de 1979 à 1988.

## Clubs successifs
- AS Carcassonne XIII 1944-1946
- Stade toulousain 1946-1950
- Stade lavelanétien 1951-1954
- Stade cadurcien 1954-1957

## Palmarès
Avec le Stade toulousain
- Coupe de France :
  - Vainqueur (2) : 1946 et 1947
- Championnat de France de première division :
  - Champion (1) : 1947

Avec  Lavelanet
- Challenge Rutherford :
  - Vainqueur (1) : 1952

Avec Cahors
- Championnat de France de deuxième division :
  - Vainqueur (1) : 1955[3]